# Rém rom
A Rém Rom (eredeti cím: Monster House) 2006-ban bemutatott egész estés amerikai 3D-s számítógépes animációs film, amelyet Gil Kenan rendezett. A film egy házról szól, ami, miután tulajdonosa elhagyja, feléled, és az összes tárgyat, ami a közelébe kerül, beszippantja magába – a gyerekeket is. A film producerei Robert Zemeckis és Steven Spielberg voltak. Amerikában 2006. július 21-én, Magyarországon 2006. augusztus 17-én mutatták be a mozikban.

## Cselekmény
A filmnek három tizenéves gyerek a főszereplője: DJ, Chowder, és Jenny Bennett. DJ szülei elutaznak a hétvégére, és egy gyerekcsőszre, Zee-re bízzák gyermeküket. Házukkal szemben az öreg és mogorva Nebbercracker (Steve Buscemi) háza, aki minden gyepére esett tárgyat elkoboz. Sajnos Chowder labdája is a gyepre esik, de DJ bevállalja, hogy utánamegy és visszahozza. Nebbercracker egy pillanat alatt ott terem, és DJ-t a  magasba emelve fojtogatja, mikor összeesik, és elviszik a mentők. DJ és Chowder azt hiszik, meghalt, de mielőtt felfoghatnák mi történt: Nebbercracker háza életre kel, és folytatja az öreg munkáját. A fiúk elhatározzák, hogy szembeszállnak a házzal, és megpróbálják legyőzni.Közben csatlakozik hozzájuk Jenny, aki sütit árulva botlott bele a házba, és segít a fiúknak. Már közel járnak, mikor visszaérkezik Nebbercracker, törött karral, és segít nekik legyőzni a házat… amit tulajdonképp Nebbercracker meghalt feleségének a szelleme irányít.

## Szereplők
| Szereplő                   | Eredeti hang      | Magyar hang     |
| -------------------------- | ----------------- | --------------- |
| D.J                        | Mitchel Musso     | Morvay Gábor    |
| Chowder                    | Sam Lerner        | Berkes Bence    |
| Jenny                      | Spencer Locke     | Tamási Nikolett |
| Nebbercracker              | Steve Buscemi     | Balázs Péter    |
| Zee                        | Maggie Gyllenhaal | Kéri Kitty      |
| Csontos                    | Jason Lee         | Breyer Zoltán   |
| Landers rendőr             | Kevin James       | Fesztbaum Béla  |
| Lister rendőr              | Nick Cannon       | Kerekes József  |
| Anya                       | Catherine O'Hara  | Kovács Nóra     |
| Apa                        | Fred Willard      | Rosta Sándor    |
| Reginald 'Skull' Skulinski | Jon Heder         | Nagy Ervin      |
| Constance                  | Kathleen Turner   | Andresz Kati    |

## Betétdalok
| 1.    | Opening / Titles                               | 1:02 |
| 2.    | Eliza's Song                                   | 0:48 |
| 3.    | Awesome Kite / Bones Tossed Out / Construction | 3:43 |
| 4.    | Through The Telescope                          | 0:39 |
| 5.    | Parents Drive Off                              | 1:20 |
| 6.    | Go To Your Room                                | 0:41 |
| 7.    | Jenny Walks Up / Jenny's Close Call            | 1:41 |
| 8.    | Elegy                                          | 1:37 |
| 9.    | Ding Dong / House Comes Alive!                 | 2:39 |
| 10.   | Cops Emerge                                    | 1:33 |
| 11.   | The Chimney                                    | 0:38 |
| 12.   | The Plan / Dummy Feed                          | 3:14 |
| 13.   | Cop Car Gets Eaten                             | 0:54 |
| 14.   | Trapped / Constance's Tomb / Escape            | 7:37 |
| 15.   | Cops Get Eaten                                 | 1:15 |
| 16.   | The Flashback                                  | 3:34 |
| 17.   | Chowder To The Rescue                          | 1:19 |
| 18.   | Nebbercracker Returns                          | 2:06 |
| 19.   | House Chase                                    | 3:36 |
| 20.   | The Battle                                     | 5:13 |
| 45:09 |                                                |      |

## Digitális  3-D verzió
Mint a Kémkölykök 3-D-nek vagy a Polar Express-nek, ennek a filmnek is készült 3 dimenziós változata, melyet egy különleges szemüveggel lehet megnézni. A filmnek nem az egésze, hanem egy-egy része tekinthető meg ily módon. Magyarországon erre nem nyílt lehetőség, Amerikában több mint 200 helyen vetítették a 3 dimenziós változatot.

## Díjak és jelentősebb jelölések
- Oscar-díj
  - jelölés: legjobb animációs film
- Golden Globe-díj
  - jelölés: legjobb animációs film
- Florida Film Critics Circle Awards
  - díj: legjobb animációs film